# ورسووا
ورسووا (به چکی: Vřesová) یک منطقهٔ مسکونی در جمهوری چک است که در شهرستان سوکولوف واقع شده‌است.
 ورسووا ۳٫۱۲ کیلومتر مربع مساحت و ۵۳۰ نفر جمعیت دارد و ۴۷۳ متر بالاتر از سطح دریا واقع شده‌است.